# المعهد الثانوي بنهج الباشا
المعهد الثانوي بنهج الباشا هو معهد ثانوي يقع في نهج الباشا في مدينة تونس العتيقة في تونس العاصمة.

في بدايته، كان المعهد من أول المؤسسات التربوية المخصصة للبنات في البلاد.

## التاريخ
شيد القصر في 1911 من قبل المعماري الفرنسي فرناند ميشال غسنييه (Fernand-Michel Guesnier). كان يتكون في البداية من 15 قاعة دروس وقاعة طعام وقاعة خياطة ومطبخ ومكتب ومسكن لمديرة المعهد وفناء كبير. المعهد استقبل أساسا بناء الطبقة البرجوازية التونسية. قبل تركيز المعهد، كانت توجد مدرسة بنات وهي مدرسة لويز رونيه ميي (Louise-René-Millet)، وهو اسم زوجة المقيم العام الفرنسي في تونس رونيه ميي. هذه المدرسة كانت قد أسست في 1900 في 9 نهج المنستيري قبل أن تحول لهذا القصر. 

سنة 1945، تم تحويل المدرسة إلى مدرسة إعدادية، ثم إلى معهد ثانوي للبنات، وأخيرا معهد مختلط في السنوات 1990. 

في 15 يناير 2001، تم تصنيف المعهد كمعلم تاريخي.

## بيبليوغرافيا
- جميلة بنوص، Dar el Bacha : reflet d'un siècle, 1900-2000 (دار الباشا: انعكاس قرن 1900-2000)، منشورات Éditions Caractère، تونس العاصمة، 247 صفحة (ردمك 978-9-973977-31-1).